# Yoshiaki Komai
Yoshiaki Komai (jap. 駒井 善成 Komai Yoshiaki; ur. 6 czerwca 1992) – japoński piłkarz występujący na pozycji pomocnika, zawodnik Hokkaido Consadole Sapporo.

## Życiorys

### Kariera klubowa
Od 2011 roku występował w klubach: Kyoto Sanga F.C., Urawa Red Diamonds i Hokkaido Consadole Sapporo.
1 lutego 2019 podpisał kontrakt z japońskim klubem Hokkaido Consadole Sapporo, umowa do 31 stycznia 2020; bez odstępnego.

## Sukcesy

### Klubowe
Kyoto Sanga F.C.
- Zdobywca drugiego miejsca Pucharu Japonii: 2011

Urawa Red Diamonds
- Zdobywca trzeciego miejsca J1 League: 2016
- Zdobywca Pucharu Ligi Japońskiej: 2016
- Zdobywca drugiego miejsca Superpucharu Japonii: 2017
- Zwycięzca Azjatyckiej Ligi Mistrzów: 2017
- Zwycięzca Copa Suruga Bank: 2017

Hokkaido Consadole Sapporo
- Zdobywca drugiego miejsca Pucharu Ligi Japońskiej: 2019